# 有田麻里
有田 麻里（ありた まり、1936年9月13日 - 2009年12月3日）は、日本の女優、声優。東京都出身。身長166cm、体重55kg。

## 来歴
静岡県立清水東高等学校卒業。現代演劇協会附属研究所を経て、劇団雲に入団し、深沢 英子（ふかざわ えいこ）の芸名で俳優活動をスタートする。1975年、演劇集団 円の結成に参加。有田麻里に改名し、舞台を中心にテレビドラマなどでも活躍する。2006年、夫である俳優・平野稔と共に円を退団し、LLC平野企画の創立に参加。
2009年12月3日、膵臓癌により死去。73歳没。

## 人物
声種はアルト。

## 出演

### テレビドラマ
- 七人の刑事（1966年）
- 東京警備指令 ザ・ガードマン（1966年）
- 火曜日の女シリーズ / ある朝、突然に…（1972年、NTV）
- キイハンター（1972年）
- プレイガール（1972年）
- トリプル捜査線（1973年）
- 長谷川伸シリーズ「直八子供旅」（1973年）
- 銭形平次（1973年 - 1975年）
- なつかしき海の歌（1975年）
- 手紙-殺しへの招待-（1975年）
- Gメン'75（1976年）第88話「パリ－紺碧海岸縦断捜査」
- 明治の群像 海に火輪を（1976年）
- 非情のライセンス（1976年、夜の女）
- 特捜最前線（1977年、テレビ朝日 / 東映）
  - 第12話「地獄に墜ちる愛」
  - 第35話「乳児誘拐・消えた女の顔」
  - 第92話「白い小さな訪問者!」
  - 第105話「さようなら、高杉刑事!」
  - 第382話「殺意が配達された朝!」
  - 第450話「前略、神代課長様・天使からの告発状!」
- 騎馬奉行（1979年）
- あした幸福（1981年）
- 太陽にほえろ!（1982年）
- 火曜サスペンス劇場
  - 「松本清張スペシャル9・歯止め」（1983年4月5日、中年の女）
  - 「狙われた女教師」（1984年）
  - 「死角関係」（1987年）
  - 「考古学者佐久間玲子2」（2002年）
- ザ・サスペンス
  - 第63話「あるフィルムの背景」
  - 第119話「狙われた女教師」
- 大奥（1983年）
- 深川通り魔殺人事件（1983年）
- また逢う日（1983年）
- 花柳幻舟獄中記（1984年）
- その時、妻は（1984年）
- 暴れん坊将軍II 第80話「黒髪の刺客 吉宗を狙え!」（1984年、松村）
- 体の中を風が吹く（1984年）
- 必殺仕事人V（1985年、村岡）
- 私鉄沿線97分署 第82話「アシタバ摘んで罪つんで」（1986年、山上一郎の妻）
- 花柳幻舟獄中記II（1985年）
- グッバイ・ソープガール（1986年）
- 一家だんらん物語（1986年）
- 女ふたり捜査官 第16話「逆転!暴かれた離婚劇」（1987年）
- 浅見光彦ミステリー「平家伝説殺人事件」（1987年、クラブのママ）
- 不死蝶（1988年）
- 木曜ゴールデンドラマ「帰郷」（1988年）
- 火の供養（1989年）
- 北海道・霧多布の女!（1989年）
- 人妻殺し（1989年、杉本マツコ）
- 江戸川乱歩の美女シリーズ「神戸六甲まぼろしの美女」（1989年）
- ザ・刑事（1990年）
- おとうと（1990年）
- もう誰も愛さない（フジテレビ）第4話（1991年、沢村雪子）
- 三十六人の乗客 あのバスの中に犯人がいる!（1991年）
- 幸せを急がないで 派遣OL恋物語（1992年）
- 恐怖劇場'92（1992年）
- 伊豆天城峠殺人交差（1992年）
- 嵐の中の愛のように（1993年、榎木美佐子）
- 夏は秘密がいっぱい!（1994年）
- 新・女検事 霞夕子（1994年）
- サイコメトラーEIJI（1997年）
- 人情教授 夏目龍之介（1998年、花園女子大学の理事長）
- 税務調査官・窓際太郎の事件簿（2000年、山田恵子）

### 映画
- 探偵事務所23 銭と女に弱い男（1963年、バーで田島を誘惑する女）
- 悪党（1965年、腰元）

### 吹き替え

#### 映画
- オルガミ〜罠（ジンスク〈ユン・ソジョン〉）
- 戦争と平和 ※VHS版
- ターミネーター4（ヴァージニア〈ジェーン・アレクサンダー〉）
- テイキング・ライブス（アッシャー夫人〈ジーナ・ローランズ〉）※ソフト版
- ハムレット（ガートルード〈エリザ・ラジニ〉）※VHS版
- ビバ!マリア ※TBS版2
- ポセイドン 史上最悪の大転覆（ベル・ローゼン）※テレビ朝日版
- モナリザ・スマイル ※ソフト版
- ヤァヤァ・シスターズの聖なる秘密（キャロ〈マギー・スミス〉）
- ラスト・ハーレム（老女サフィエ〈ルチア・ボゼ〉）

#### ドラマ
- ER緊急救命室
  - シーズン4 #19（フェドラ）
  - シーズン8 #7（レイノルズ夫人〈ヘレン・ゲラー〉）
  - シーズン10・11（フロリナ・ロペス〈レニー・ヴィクター〉）
- WITHOUT A TRACE/FBI 失踪者を追え!

#### テレビ番組
- ドリュー・ケリー DE ショー!

#### アニメ
- レ・ミゼラブル

### テレビアニメ
- 名探偵コナン（1997年、辻村公江）
- カウボーイビバップ（1998年、トゥインクル・マリア・マードック）
- 週刊ストーリーランド（2000年、和幸の母）

### ラジオドラマ
- しゃばけ（蛇骨婆、お染）

### ナレーション
- 美の匠

### イベント
- 小倉知香子のハープ演奏会に於ける詩の朗読
- 大内彩洋子のオペラ喋々夫人のスズキの語り

### 舞台
- アトリエ（エレーヌ）
- かもめ（アルカジーナ）
- 蔵のある家（うめ）
- 黒蜥蜴（青い亀）
- 三文オペラ（ジェニイ）
- 天守物語（簿）
- ドキドキしたい（女）
- 夏の夜の夢（ヒポリタ）
- ハムレット（ガートルート）
- ヘルゲランの勇者たち（ヒョルディス）
- 稗田阿礼（推古女帝）
- ビューティー・オブ・リーナン（マグ）
- 冬物語（ポリーナ）
- マクベス（マクベス夫人）
- まちがいつづき（アドリアーナ）
- ライオンのあとで（グルネー夫人）
- リア王（ゴネリル）